# Saint-Jean-d'Alcapiès
Saint-Jean-d'Alcapiès é uma comuna francesa na região administrativa de Occitânia, no departamento de Aveyron. Estende-se por uma área de 8,62 km². Em 2010 a comuna tinha 265 habitantes (densidade: 30,7 hab./km²).